# Менде (народ)

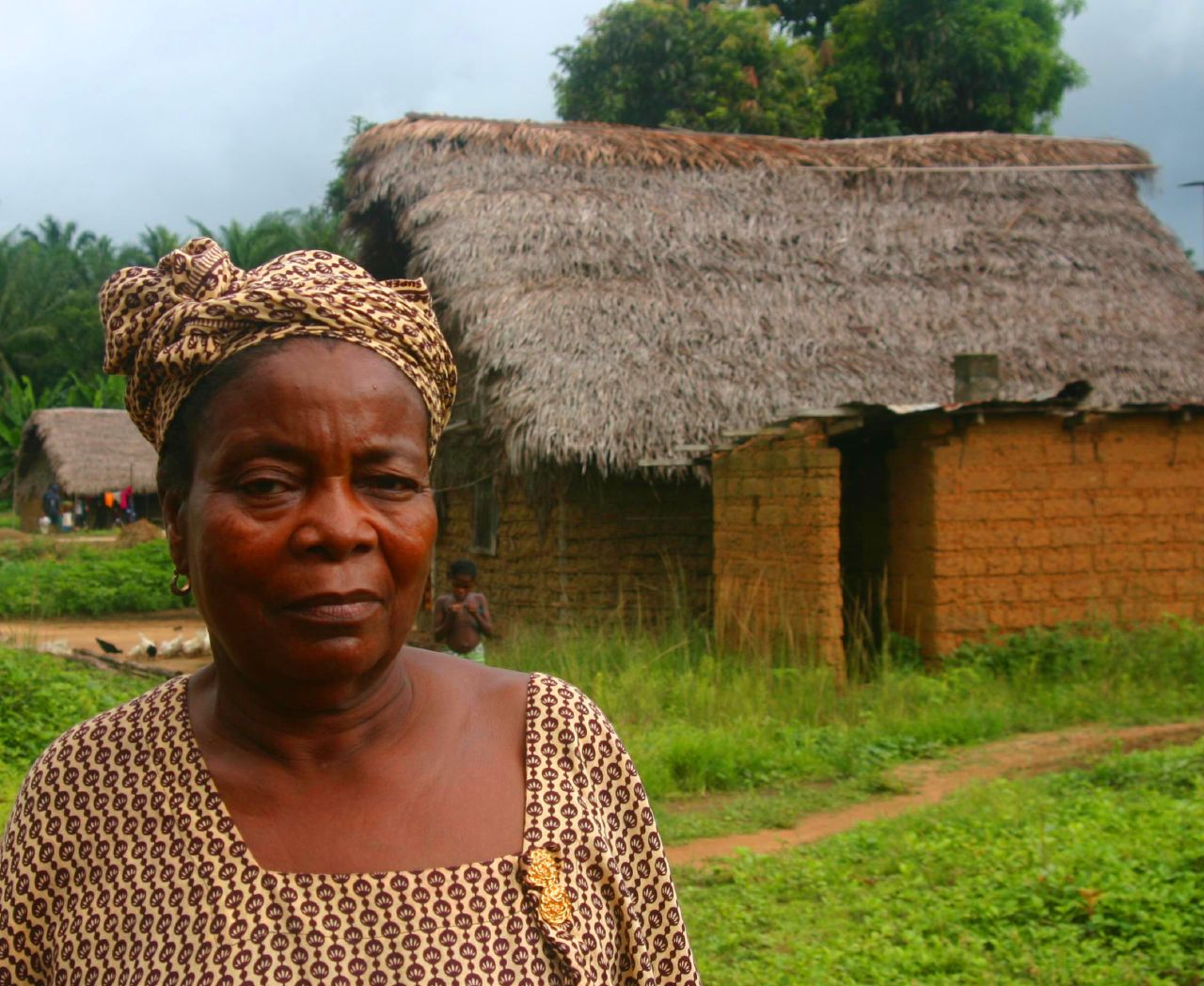
Женщина народа менде

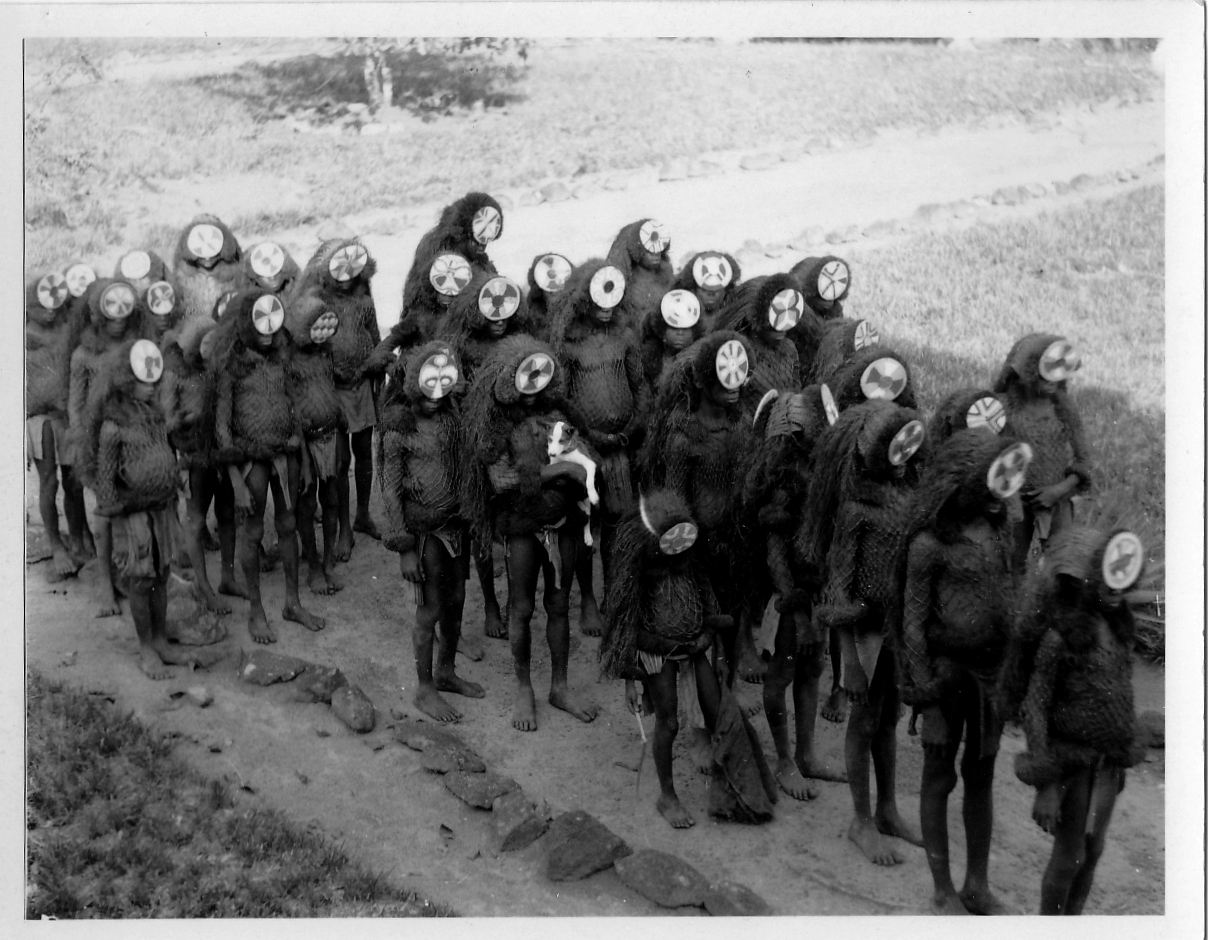
Церемония инициации

Ме́нде — народ, проживающий на территории Сьерра-Леоне и в приграничных районах Либерии. Общая численность — около 1510 тыс. человек. Говорят на языке менде, который относится к южной группе языковой семьи манде.
Происхождение народа менде связано с ассимиляцией местных племён киси и буллом племенем мане, которое, в свою очередь, состояло из выходцев из народов манден, банди и лома. В доколониальный период народность манде насчитывала до 70 различных вождеств. Геном менде на 13 % унаследован от древнего вида приматов, населявшего Западную Африку до Homo Sapiens.
Основные занятия большинства представителей народа традиционны для племён данного региона. Основной формой земледелия является ручное земледелие, выращивается какао, кофе, хлопок, рис, имбирь. Также важную роль играет собирательство. Основные ремесла — ткачество, плетение, резьба по дереву.
Наиболее распространённая форма поселения — кучевая, хижина чаще всего изготовлена из обмазанных глиной прутьев, с конической крышей из листьев пальм.
Основой общества племени является деревенская община (кулоко) и большие семьи (мавей). В принципе для общества характерна родовая организация, с патрилокальным браком.
Среди племён распространены христианство и ислам (суннизм). Местные верования подразумевают политеизм, культ предков и сил природы.
Вероятно, наиболее известный представитель этой народности — Мартин Лютер Кинг. Также из менде происходил и повстанец Сенгбе Пье.
Генетики из Калифорнийского университета в Лос-Анджелесе сравнили 405 геномов западноафриканцев из проекта 1000 геномов с геномом неандертальца из хорватской пещеры Виндия и геномом денисовского человека, обнаружили в геномах популяций Западной Африки (Mende в Сьерра-Леоне (MSL), Esan в Нигерии (ESN), Gambian в западной Гамбии (GWD) и йоруба из Ибадана (YRI)) от 2 до 19 % примеси, полученной ими от скрещивания с призрачным (ghost) человеком примерно 43 тыс. л. н. (95%-й доверительный интервал: от 6000 до 124000 л. н.), отделившимся от предка современного человека ещё до раскола линии современных людей и линии неандертальцев и денисовцев — до 625000 л. н. (95%-й доверительный интервал: 360000 до 975000 л. н.).